# Забржех
Забржех (на чешки: Zábřeh), (на немски: Hohenstadt) е град в Северна Моравия, Република Чехия. Намира се в окръг Шумперк, в Оломоуцки край. Разположен е на р. Моравска Сазава, на 285 м.н.в. Има 13 666 жители (по приблизителна оценка от 1 януари 2018 г.).(по данни от 2011 г.). Жп гарата на града се нарича Забржех на Морава.

## История
Етимологията на името идва от думата „břeh“, което означава „бряг“ и е свързано с появата на селище на левия бряг на река Моравска Сазава, около съществуващ брод. Първото писмено споменаване е от 1254 г., а от 1278 г. селището придобива статут на град. Градът и околностите са владение на различни аристократични родове, последният и най-известният от които е родът Лихтенщайн. През 1620 г., след поражението на Чешката съсловна войска от Католическата лига в Битката при Бялата гора край Прага, имотите на последния собственик Ладислав Велен биват конфискувани и така градът и околностите преминават във владение на Карл I фон Лихтенщайн. Тридесетгодишната война оказва негативно влияние върху развитието на града и едва в средата на 19 век, с построяването на жп линия, градът получава шанс за успешно икономическо развитие. Днешната централна част е оформена в края на 18 век, след градът е бил напълно разрушен от пожар и е трябвало да се построи отново. По време на Първата чехословашка република в града е имало значително немско население. След Втората световна война немското население е разселено и градът се заселва с чешкоговорещи жители и някои малцинства.

## Демография
| Година      | 1971   | 1981   | 1991   | 2001   | 2003   | 2011   | 2012   |
| Брой жители | 10 764 | 15 183 | 15 356 | 14 579 | 14 422 | 14 004 | 13 977 |

## Паметници
В града се намират следните културни паметници:
- Замък Забржех – ренесансов замък над града. Първоначалната постройка е от втората половина на 13 век. Преустройван през вековете. Силно пострадал от пожара през 1793 г. Сегашният му вид е от последната реконструкция от 1869 г.
- Църквата Св. Вартоломей. На мястото на стара църква от 13 век, съборена през 1751 г., е построена сегашната църква в бароков стил, по проект на арх. Доменико Мартинели (1757 г.)
- Църквата Св. Варвара – еднокорабна църква, първоначално в готически стил, преустроена в стил барок през 1771. Тогава е осветена отново и посветена на мъченица Св. Варвара. Основна реконструкция от 2012 г.
- Чумната колона от 1713 г. в памет на жертвите от чумната епидемия. Издигната е в горната част на Масариковия площад от местния пивовар Карел Йозеф Почта. В четирите края има статуи на Свети Рох, Св. Севастиан, Свети Йоан Непомуцки и Св. Флориан. Над колоната е издигната статуя на Дева Мария.
- Градския фонтан от 1829 г.

## Фотогалерия
- Замъкът Забржех
- Св. Вартоломей
- Св. Варвара
- Чумната колона
- Градският фонтан

## Личности
- Ян Ескимо Велцел (1868 – 1948) – чешки авантюрист, пътешественик, златотърсач и писател
- Лубош Кохоутек, род. 1935 г. – чешки астроном